# Onchocerkóza
Onchocerkóza (lidově také říční slepota) je chronické parazitární onemocnění způsobené hlísticemi druhu Onchocerca volvulus. Tento druh filárií se vyskytuje pouze v subsaharské Africe a velmi řídce také v Jižní Americe. Onemocnění na člověka přenáší bodavé muchničky rodu Simulium, jež se vyskytují v blízkosti tekoucích vod v tropickém pásu Afriky. Člověk figuruje jako definitivní hostitel, vektorem a zároveň mezihostitelem jsou muchničky. Při kousnutí člověka nakaženou muchničkou dojde k přenosu larev O. volvulus do krve, larvy poté putují po těle, postupně se však usadí v podkožních uzlících, kde dospělé samičky po oplození produkují larvy - mikrofilárie. Dospělci jsou schopni přežívat pod kůží 10-15 let. Samotné onemocnění se může projevovat lézemi na kůži, svěděním či zduřením mízních uzlin. Dostanou-li se vylíhlé mikrofilárie do oka, mohou způsobit závažné zánětlivé změny v rohovce vedoucí k částečnému až úplnému oslepnutí.

## Příčina a diagnóza
Parazitické hlístice jsou přenášeny štípnutím muchničky z rodu Simulium. Obvykle je zapotřebí četných štípnutí, než dojde k infekci. Tyto mouchy žijí v blízkosti řek, odtud název onemocnění. Jakmile se ocitnou uvnitř lidského organismu, červi vytvářejí larvy, které putují tělem ven na kůži. Zde mohou infikovat další černou mouchu, která člověka štípne. Existuje řada způsobů, jak určit diagnózu, včetně vložení biopsie kůže do běžného fyziologického roztoku a následně čekat než larva vyleze, pátrat po larvě v oku a hledat stopy dospělých červů uvnitř boulí pod kůží.

## Prevence a léčba
Vakcína proti tomuto onemocnění neexistuje. Prevencí je ochrana před štípnutím mouchy. To může zahrnovat použití repelentu hmyzu a patřičné oblečení. Mezi další snahy patří snaha o snížení populace much formou postřiku insekticidů. V mnoha oblastech světa přetrvává úsilí vymýtit tuto nemoc léčením celých skupin lidí dvakrát ročně. Infikované osoby jsou léčeny ivermektinem každých šest až dvanáct měsíců. Tato léčba působí na larvy, nikoliv však na dospělé červy. Zdá se, že lék doxycyklin, který hubí příbuznou bakterii nazvanou Wolbachia, oslabuje hlístice a někteří ho rovněž doporučují. Podkožní boule mohou být také odstraněny operativním zákrokem.

## Objev původce slepoty
V roce 1875 irský lékař vojenského námořnictva John O'Neill (1848–1913), který působil v nemocnici Addah Fort na Zlatém pobřeží v dnešní Ghaně, prozkoumal a popsal miniaturní larvu vlasovce o velikosti 0,25 mm, jež způsobovala svědění kůže, označované místními lidmi jako kru-kru, které je jedním z charakteristických znaků onchocerciázy.

## Epidemiologie a historie
V roce 1974 rozšíření onchocerciázy, zvláště v západní Africe, přimělo Světovou zdravotnickou organizaci (WHO) k zahájení rozsáhlé kampaně k eliminaci této choroby. Na počátku programu trpěl v západní Africe touto nemocí více než milion lidí, 100 000 z nich mělo chronické oční problémy a 35 000 bylo nevidomých. Součástí programu na kontrolu onchocerkózy (OCP) bylo omezení lokálního výskytu muchničky s využitím rozprašování larvicidů nad řekami z letadel, podáváním preparátu Ivemercin nebo Mectizan a stěhování lidí z oblastí s vysokým rizikem.
Kolem 17 až 25 milionů lidí je nakaženo říční slepotou, z nichž přibližně 0,8 milionů trpí částečnou ztrátou zraku. Většina infekcí se vyskytuje v subsaharské Africe, ačkoli případy byly také hlášeny v Jemenu a izolovaných oblastech Střední a Jižní Ameriky. V roce 1915 lékař Rodolfo Robles poprvé učinil spojitost mezi tímto červem a chorobou očí. Světová zdravotnická organizace zařadila tuto nemoc mezi tzv. neglected diseases.